# باب الفرج (حلب)

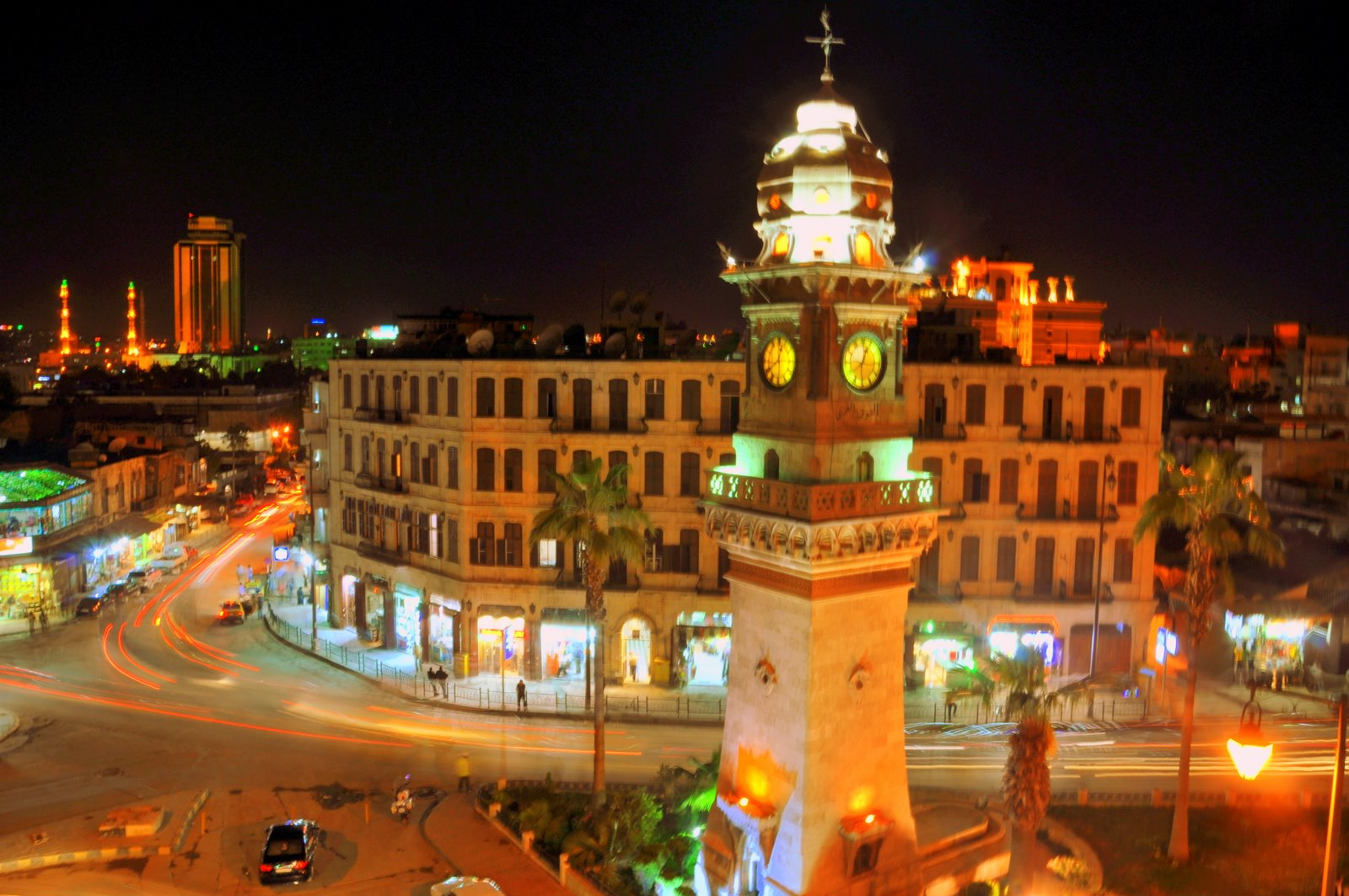
باب الفرج تظهر في الصورة ساعة باب الفرج

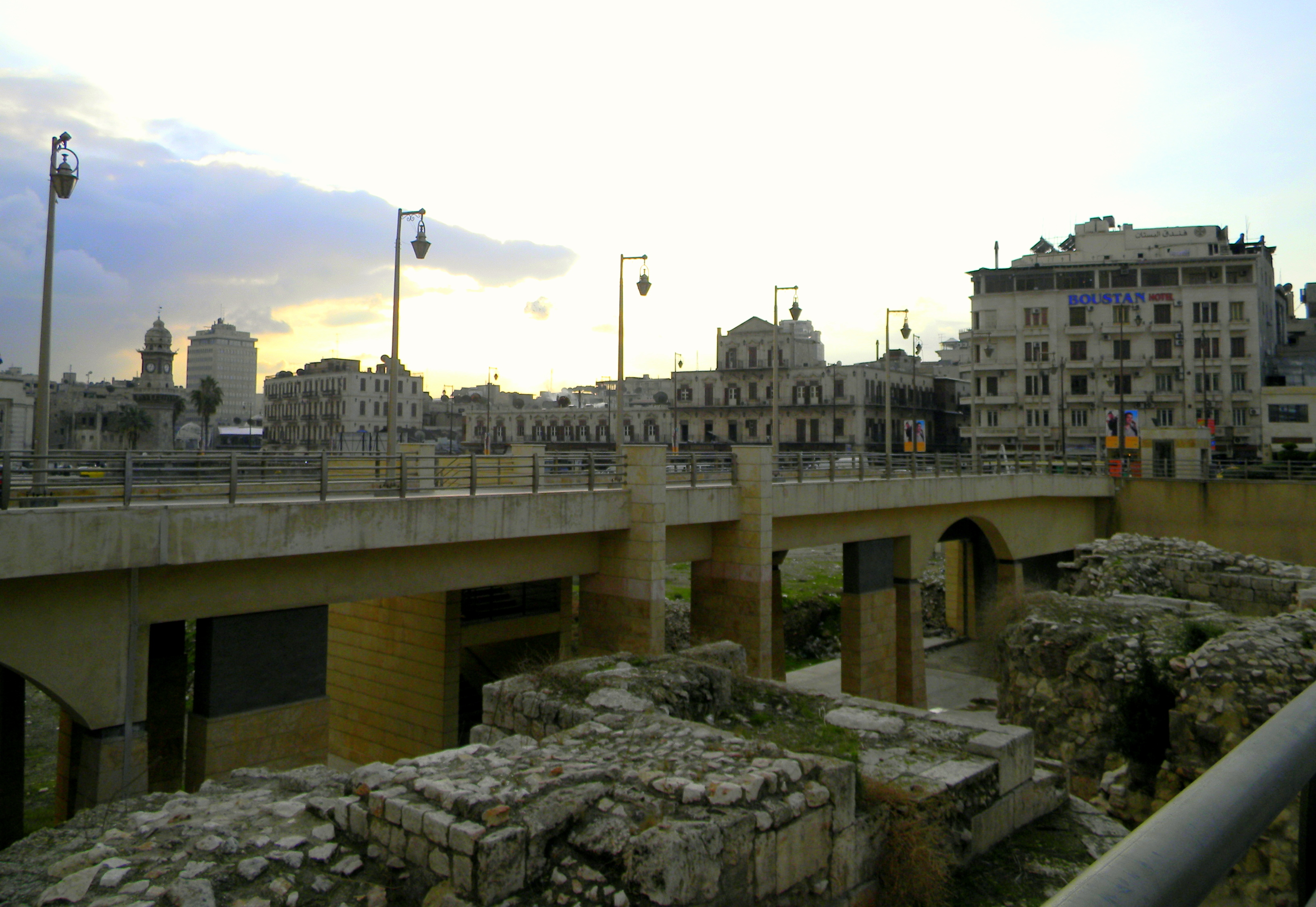

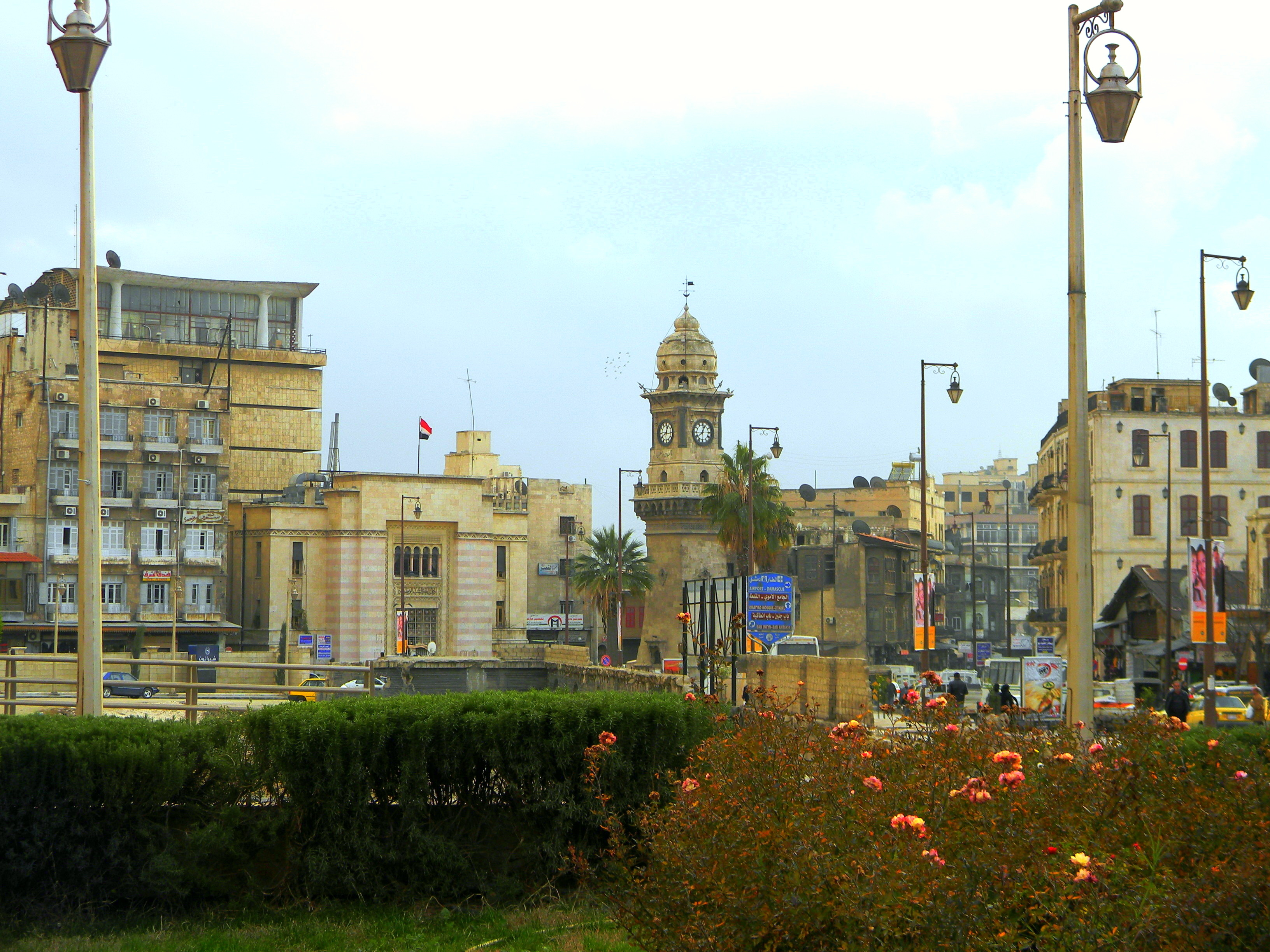

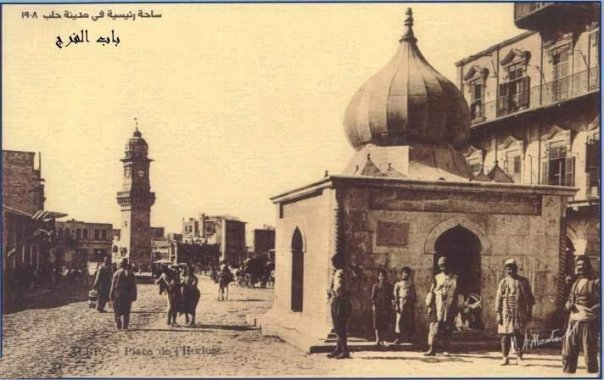

باب الفرج يقع في ساحة الفرج وهي مركز لمدينة حلب، وفيها باب الفرج، أنشئ في عصر الملك الظاهر غازي، ولقد هدم عام 1904. ولم يبقَ إلا برجه الجنوبي. وفي وسط ساحة باب الفرج يقوم برج ساعة باب الفرج الذي أُنشئ عام 1899. وإلى الشرق من برج الساعة يقع مسجد بحسيتا 1350م، وإلى شرقه المدرسة القرموطية 1477م، وجددت عام 1570م. وفي النهاية الشرقية يقع الجامع العمري 1393م ثم جامع الدباغة العتيقة 1404م. وتقع المكتبة الوطنية في ساحة باب الفرج مقابل برج الساعة.

## التسمية
أطلق على الباب اسم «باب الفرج» تفاؤلا لِما حصل من التفريج بفتحه، وفتحه الملك «الظاهرغازي»، حيث كان في محله باب يسمى «باب العبارة» أو «باب الثعابين». ولم يبق لهذا الباب أثر حيث هدم 1904.

## الموقع
يتموضع «باب الفرج» بين «باب الجنان» و«باب الفراديس»، وتم تجديد بنائه في عهد الأمير سيف الدين الحموي سنة 663 هجري، وقد ذكره المؤرخ السوري ابن العديم في مؤلفه «زبدة حلب» (لقد افتتحت الجادة العظيمة المعروفة بجادة «باب الفرج»).

## مشروع باب الفرج
في عام 1979 م تم البدء بتنفيذ مشروع "باب الفرج" حيث شمل تهديم قسم كبير من الموقع القديم في القلعة وبحسيتا والمصابن وحمام التل من أجل إنشاء أبنية برجية استثمارية، وفي أثناء عمل الجرافات ظهرت آثار أزيلت منها: "السور والقنطرة ذات الأسدين والرنكين"، والتي ترجع إلى عهد الملك "الظاهر بيبرس"، وفي عام 1982 م ظهر خلال الهدم سور "باب الفرج" الذي يمتد من ساحة باب الفرج حتى باب النصر، وحدود المشروع: من الشمال "شارع الخندق"، ومن الشرق "شارع عبد المنعم رياض، ويمتد من عوجة الكيالي حتى السبع بحرات ثم نزلة البنوك فشارع المصابن حتى ساعة باب الفرج.